# Kastell Marienfels
Das Kastell Marienfels war ein römisches Grenzkastell des Obergermanischen Limes, der seit 2005 den Status eines UNESCO-Weltkulturerbes besitzt. Das frühere Numeruskastell liegt heute als weitgehend überbautes Bodendenkmal innerhalb des Siedlungsgebietes von Marienfels (Verbandsgemeinde Nastätten), einer Gemeinde im rheinland-pfälzischen Rhein-Lahn-Kreis.

## Lage und Forschungsgeschichte

Lageplan (1896–1903)

Grundriss des Kastells im Ortsbild (1896–1903)

Das Kastell Marienfels befand sich gut anderthalb Kilometer südlich des Limes auf einem Nordosthang, der sich zum Mühlbach hin neigt, dem einzig nennenswerten Fließgewässer zwischen Bad Ems (an der Lahn) und der Aar, das der Limes in seinem Verlauf kreuzt. Der Mühlbach, ein Nebenfluss der Lahn, schafft eine markante Veränderung der topographischen Gegebenheiten und gräbt sich deutlich, stellenweise fast schluchtartig in das Gelände ein.
Im heutigen Ortsbild befindet sich das Bodendenkmal weitgehend überbaut im Ortskern von Marienfels. Das Bad und die größten Teile des vicus liegen – ebenfalls nicht sichtbar – unter den landwirtschaftlich genutzten Flächen an den Rändern des Ortes.
Schon früh waren die römischen Hinterlassenschaften in Marienfels bekannt. Erste Ausgrabungen im unmittelbaren Kastellbereich wurden bereits 1827 im Auftrag des Nassauischen Altertumsvereins durch den Miehlener Pfarrer Brinkmann vorgenommen. 1849 wurden, ebenfalls im Auftrag des Vereins, unter der Leitung von Friedrich Gustav Habel Ausgrabungen durchgeführt, die zur Entdeckung des Kastellbades führten. Von 1861 datiert ein Hortfund mit fast 1500 Denaren. Die archäologischen Untersuchungen der Reichs-Limeskommission (RLK) wurden schließlich in den Jahren 1896, 1897 und 1903 unter der Leitung von Robert Bodewig durchgeführt.
Weitere Ausgrabungen waren im Winter 1983/84 und im Sommer 1986 als Notgrabungen in Folge von Baumaßnahmen im Vicusbereich erforderlich. Sie wurden von der Archäologischen Denkmalpflege Koblenz unter der Leitung von Hans-Helmut Wegner durchgeführt.
Ein neues, wahrscheinlich nur zeitweise besetztes Kastell, ist 2016 entdeckt worden.

## Befunde
Die Ausgrabungen waren durch den Umstand, dass das Kastellgelände – auch schon zur Zeit der RLK – in weiten Bereichen überbaut war, sehr erschwert. So konnten keine großflächigen Freilegungen vorgenommen, sondern lediglich einzelne kleinere Schnitte angelegt werden, mit denen primär Teile der äußeren Grenzen des Kastells in seinen beiden Bauphasen ermittelt werden konnten. Besser war und ist die Situation im Bereich des vicus und des Kastellbades, die sich gänzlich (Bad) oder weitgehend (vicus) unter landwirtschaftlich genutzten Flächen befinden.

### Kastellbauphasen
Das ältere Kastell beschrieb die Form eines Rechteckes mit den Seitenlängen von etwa 117 m mal 97,5 m. Es war von einem einfachen Spitzgraben umgeben, dessen Breite mit 5,60 m und dessen Tiefe mit 2,40 m ermittelt wurde. Die Ecken waren abgerundet, so dass sich eine effektive umschlossene Fläche von ca. 0,9 Hektar ergibt. Auf der Innenseite des Grabens befand sich ein Erdwall, der möglicherweise mit einer Holzverkleidung verstärkt war. Spuren einer Palisade konnten nicht festgestellt werden. Das Lager war vermutlich nach Osten hin ausgerichtet, das einzige nachgewiesene Tor jedoch befand sich an der Südseite. Hier setzte der Graben auf einer Breite von sieben Metern aus und der Zugang zum Kastell wurde über eine befestigte Erdrampe ermöglicht. An diesem Tor begann eine Lagerstraße, vermutlich die via principalis, die das linke mit dem rechten Seitentor verband und eine Breite von etwa sieben Metern besaß.
Nicht lange nach der Errichtung des älteren Kastells, vermutlich zwischen 115 und 125 n. Chr., wurde es durch das jüngere Kastell ersetzt. Von der Umwehrung des jüngeren Kastells konnte nur der Graben auf der Nord- und auf der Südseite erfasst werden. Wenn sich aufgrund dieser Befunde das Kastell rekonstruieren lässt, so besaß es eine Ausdehnung von mehr als 190 m in ostwestlicher und von etwa 150 m in nordsüdlicher Richtung. Daraus resultiert eine Fläche von wenigstens 2,8 Hektar. Der Graben war mehr als 5,00 m tief und annähernd 2,00 m breit. Seine Sohle war in Form einer 20 cm breiten und 20 cm tiefen Rinne gebildet. Auf der Innenseite des Nordgrabens fanden sich die Spuren eines 0,65 m breiten und 1,33 m tiefen Palisadengrabens. Als einziges Innengebäude beider Kastelle wurde ein dem jüngeren Lager zuzuordnender, langgestreckt rechteckiger Bau von 39 m Länge und 7 m Breite freigelegt. Die nur im Fundamentbereich erhaltene Mauer wies eine Stärke von 50 cm auf. Das hohe Fundaufkommen an Heizziegeln weist darauf hin, dass das Gebäude vermutlich mit einer Hypokaustanlage versehen war. Aufgrund seiner Größe muss das jüngere Kastell möglicherweise als Kohortenkastell angesprochen werden.

### Bad

Grundriss des Kastellbades (1896–1903)

Beim Kastellbad der Marienfelser Garnison handelte es sich um eine 25,40 m lange und 16,60 m breite Anlage vom Reihentyp mit seitlichem Sudatorium (Schwitzbad). Es befand sich etwa 30 m nördlich des jüngeren Kastells und ist vermutlich zeitgleich mit diesem in den Jahren zwischen 115 und 125 n. Chr. errichtet worden. Man betrat es durch eine Vorhalle von 10,50 m Breite und 18,70 m Länge, und gelangte zunächst ins Apodyterium (Umkleideraum). Rechts des Apodyteriums befand sich das Wasserbecken des Frigidariums (Kaltbad), links das Sudatorium. In der Längsachse des Gebäudes schlossen sich an das Apodyterium das Tepidarium (Laubad) und das aus zwei Räumen bestehende Caldarium (Heißbad) an. Tepidarium, Caldarium und Sudatorium waren mit Hypokausten versehen, die über insgesamt vier Präfurnien (Feuerungsstellen) beheizt wurden. Der Hauptheizraum mit zwei separaten Heizstellen befand sich seitlich des ersten Caldariums. Von dort aus wurden sowohl Caldarium als auch Tepidarium beheizt. Über den Präfurnien befanden sich Wasserkessel. Ein Brunnen zur Wasserversorgung war seitlich des Sudatoriums an die Außenseite des Gebäudekomplexes angesetzt.
Kastellbäder dieser Art finden sich bei fast jeder größeren römischen Grenzgarnison. Sie dienten primär der Körperpflege und Freizeitgestaltung der Soldaten, standen aber auch der Zivilbevölkerung zur Benutzung offen.

### Vicus
Der vicus, die zivile Siedlung, die bei nahezu jeder römischen Grenzgarnison anzutreffen ist und in der sich die Angehörigen der Soldaten sowie Gastwirte, Bordellbetreiber, sonstige Dienstleister und Handwerker niederließen, nimmt in Marienfels eine außergewöhnlich große Ausdehnung ein und legt sich bogenförmig um die Kastelle. Besonders hoch ist die Anzahl der nachgewiesenen Gebäude auf der Ostseite des Lagers. Zahlreiche Kochstellen und Kellergruben sowie Spuren der Gebäude zeigen eine dichte Besiedlung bis zu einer Entfernung von 500 m vom Kastell. Hypokaustierte Räume deuten auf einen gewissen Komfort, Fundamentstärken von bis zu 1,40 m sprechen für die Existenz auch größerer Gebäude, von denen eines mit den Abmessungen von 15 m Breite und mehr als 17 m Länge westlich des Kastells im „Kalteborn“ nachgewiesen werden konnte. Auch nach der Auflassung der Marienfelser Garnison existierte der vicus weiter. Die ehemaligen Militärbauten wurde in den vicus integriert und von der Bevölkerung zu Wohn- und Geschäftszwecken genutzt. Die architektonischen Merkmale und die Qualität des Fundmaterials sprechen für einen gewissen wirtschaftlichen Wohlstand. Ihr Ende hat die Zivilsiedlung spätestens in der Zeit des Limesfalls gefunden, in der das rechtsrheinische Gebiet von den Römern geräumt wurde. Die Münzreihe des Schatzfundes mit annähernd 1.500 Denaren aus dem Jahre 1861 lässt den Schluss zu, dass dieser entweder noch in den 240er Jahren oder spätestens Anfang der 250er Jahre ins Erdreich gelangt ist und spricht zumindest für unruhige Verhältnisse in diesen Jahren. Eine stellenweise über einen Meter mächtige Brandschuttschicht weist auf ein möglicherweise gewaltsames Ende des vicus hin.

### Straßen und Gräber
Die an der porta praetoria (vorderes Tor, Haupttor) beginnende Straße des jüngeren Kastells konnte von der Reichs-Limeskommission noch deutlich nachgewiesen werden. Sie führte in ostsüdöstlicher Richtung durch den vicus und bog vermutlich in ihrem weiteren Verlauf nach Südwesten, in Richtung auf das Gebiet der heutigen Ortschaft Miehlen (Kleinkastell Pfarrhofen) ab. Der sich zur Straßenmitte hin wölbende Baukörper bestand in seiner untersten Lage aus einer Lehmpackung, in die Schieferbruchsteine waagerecht eingebettet waren. Darüber befand sich eine in Sand eingebettete Kiesschicht. Insgesamt besaß der Straßenkörper eine Stärke von 20 cm.
An Gräbern wurden nur einige wenige westlich des Kastells entdeckt. Es handelte sich dabei um mit Schieferplatten eingefasste Urnengräber.

## Befundinterpretation und Geschichte

Fundmaterial aus den Grabungen der RLK 1896–1903

Ausweislich des Fundmaterials wurde das Kastell Marienfels noch Ende des ersten nachchristlichen Jahrhunderts, in trajanischer, möglicherweise sogar schon in domitianischer Zeit errichtet und gehört damit zu den Kastellen aus der Frühphase der römischen Okkupation des rechtsrheinischen Gebietes. Vermutlich in der Zeit von 115 bis 125 n. Chr. löste das jüngere Kastell das ältere Lager ab. In dieser Zeit entstand auch das Kastellbad. Das jüngere Kastell hatte Bestand bis um die Mitte des zweiten Jahrhunderts und wurde – vermutlich in antoninischer Zeit durch das näher am Limes liegende Kastell Hunzel ersetzt. Der vicus existierte über die Auflassung des Militärlagers hinaus. Er scheint eine gewisse Prosperität erlangt und bis zur Mitte des dritten Jahrhunderts existiert zu haben. Die Truppen, die in Marienfels stationiert waren, sind namentlich nicht bekannt. Das ältere Kastell wird mit Sicherheit von einem Numerus belegt worden sein, das jüngere Kastell vielleicht auch von einem Numerus aber – in Anbetracht seiner Größe – möglicherweise auch von einer Kohorte.

## Denkmalschutz
Das Kastell Marienfels ist als Abschnitt des Obergermanisch-Rätischen Limes seit 2005 Teil des UNESCO-Welterbes. Außerdem ist dieses Bodendenkmal geschützt als eingetragenes Kulturdenkmal im Sinne des Denkmalschutzgesetzes (DSchG) des Landes Rheinland-Pfalz. Nachforschungen und gezieltes Sammeln von Funden sind genehmigungspflichtig, Zufallsfunde an die Denkmalbehörden zu melden.